# Balatonakarattya, Veszprém
Balatonakarattya este un sat în județul Veszprém, Ungaria. Satul a fost înființat la data de 12 octombrie 2014, după ce s-a separat de orașul Balatonkenese, în urma unui referendum petrecut pe 5 august 2012.

## Galerie

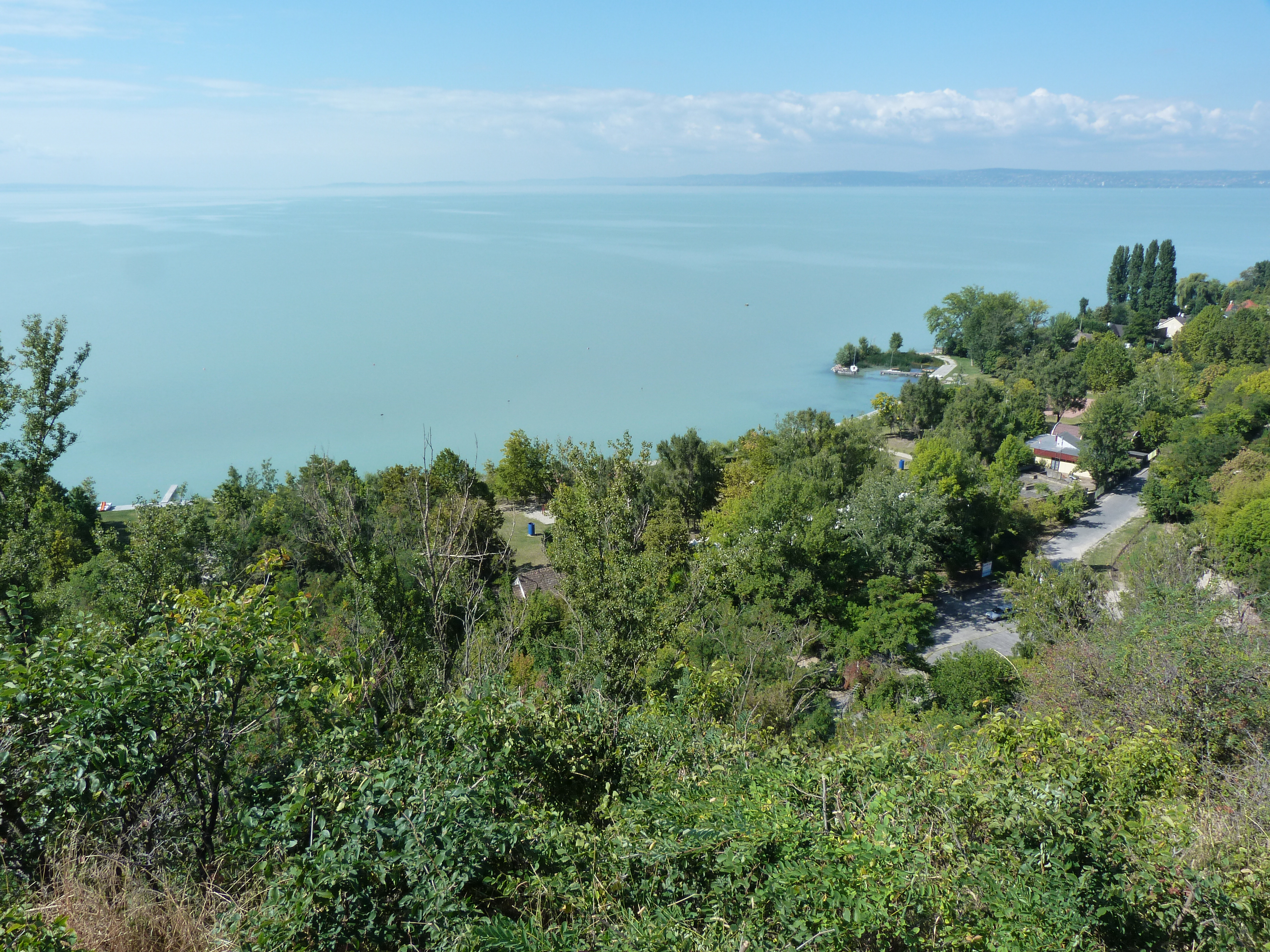
Bercsényi Strand
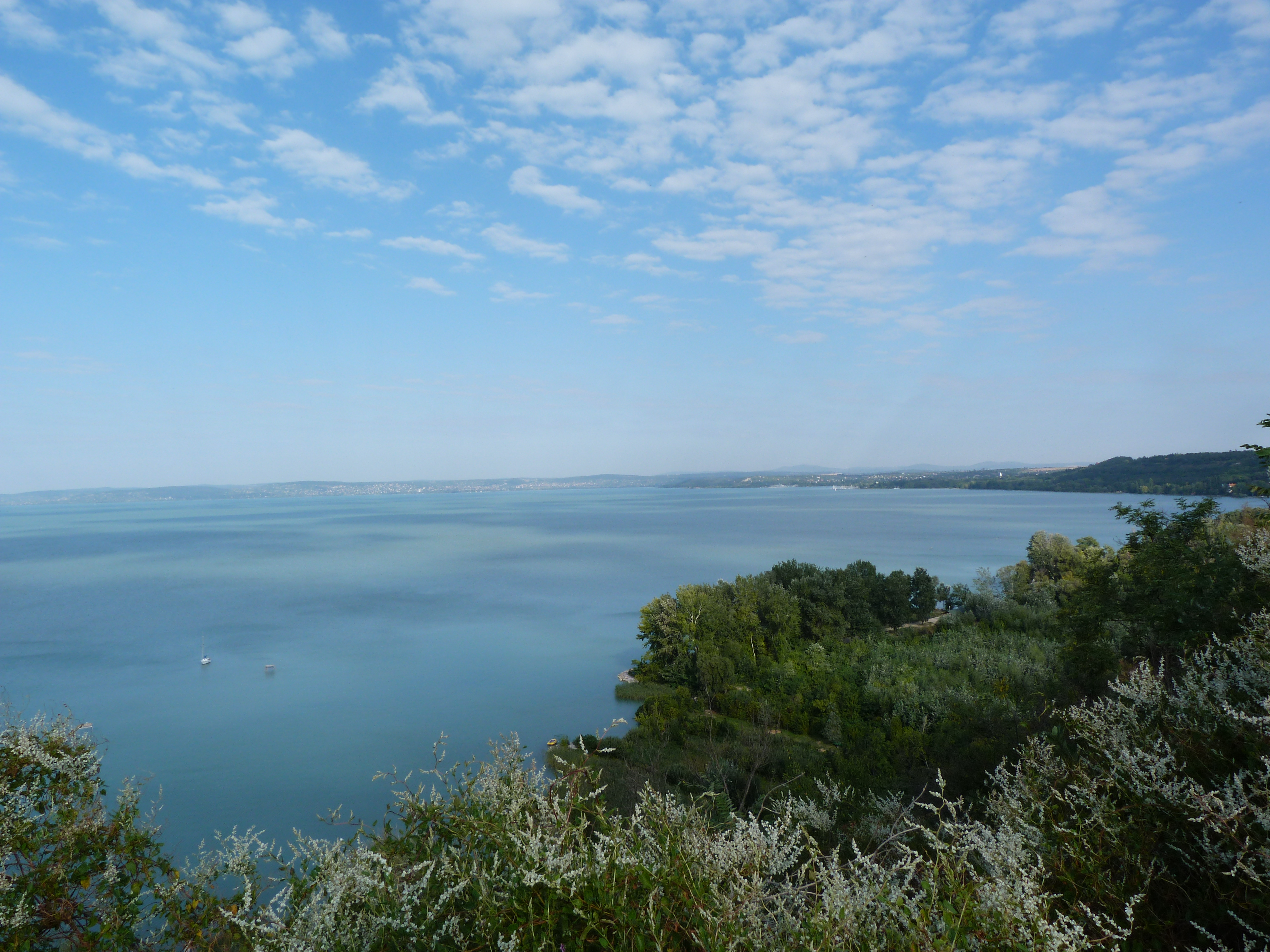
Gumirádli Strand
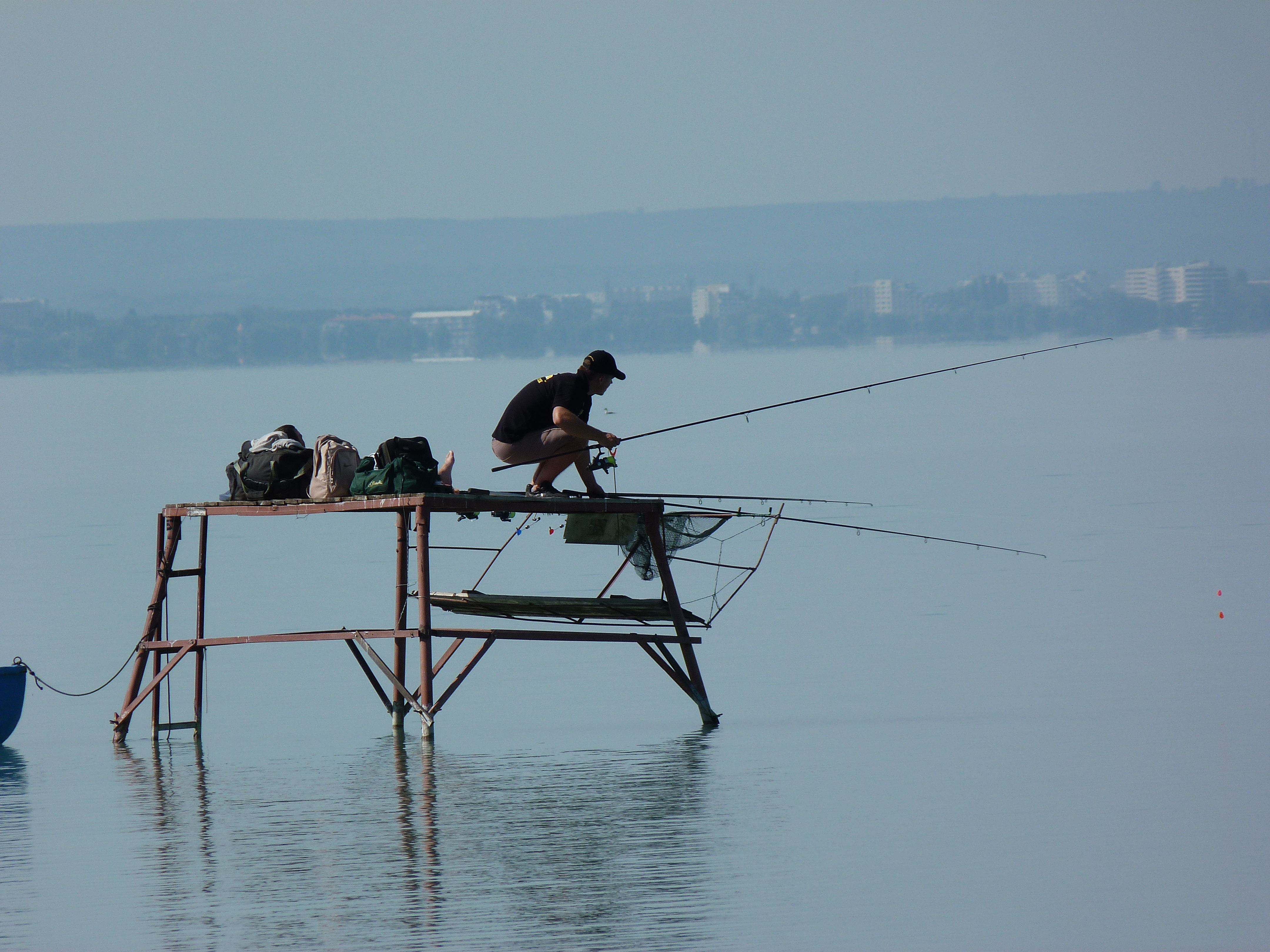
Horgász a Gumirádlin